# Margherita (chaise)
 (janvier 2019).
Si vous disposez d'ouvrages ou d'articles de référence ou si vous connaissez des sites web de qualité traitant du thème abordé ici, merci de compléter l'article en donnant les références utiles à sa vérifiabilité et en les liant à la section « Notes et références ».

La chaise Margherita est un meuble créé en 1950 par le designer italien Franco Albini. 

## Description
Le designer Franco Albini a créé la chaise Margherita en 1951, en expérimentant l'utilisation de matériaux minces et élastiques, tels que l'osier afin de façonner les formes de ses œuvres.
La chaise Margherita est composée d’une structure composée de 4 arbalètes en malaccada et de 60 cannes de jonc d’Inde, avec un coussin en caoutchouc mousse recouvert de tissu dans une gamme de sept couleurs.
D'autres variations sur le thème ont été réalisées avec les mêmes matériaux, notamment les fauteuils Gaia (1951), Radar et Primavera (1967).
Cette chaise est manufacturée et commercialisée par la société Bonacina en 1951.

## Musées exposés en permanence
- Museum of Modern Art de New York
- Philadelphia Museum of Art
- Musée du Design de la Triennale de Milan (TDM)
- Musée des beaux-arts de Montréal

## Prix
- Médaille d'or de la IXe Triennale de Milan

## Sujets externes
- MOMA de New York
- Fondazione Franco Albini